# Areines
Areines és un municipi francès, situat al departament del Loir i Cher i a la regió de Centre – Vall del Loira. L'any 2007 tenia 597 habitants.

## Demografia

### Població
El 2007 la població de fet d'Areines era de 597 persones. Hi havia 199 famílies, de les quals 31 eren unipersonals (12 homes vivint sols i 19 dones vivint soles), 70 parelles sense fills, 82 parelles amb fills i 16 famílies monoparentals amb fills.
La població ha evolucionat segons el següent gràfic:
Habitants censats

### Habitatges
El 2007 hi havia 209 habitatges, 200 eren l'habitatge principal de la família, 4 eren segones residències i 5 estaven desocupats. 203 eren cases i 5 eren apartaments. Dels 200 habitatges principals, 159 estaven ocupats pels seus propietaris, 27 estaven llogats i ocupats pels llogaters i 14 estaven cedits a títol gratuït; 9 tenien dues cambres, 29 en tenien tres, 73 en tenien quatre i 89 en tenien cinc o més. 179 habitatges disposaven pel capbaix d'una plaça de pàrquing. A 77 habitatges hi havia un automòbil i a 115 n'hi havia dos o més.

### Piràmide de població
La piràmide de població per edats i sexe el 2009 era:
| Homes | Edats   | Dones |
| ----- | ------- | ----- |
| 0     | 95 o +  | 0     |
| 4     | 90 a 94 | 4     |
| 0     | 85 a 89 | 4     |
| 4     | 80 a 84 | 0     |
| 8     | 75 a 79 | 8     |
| 0     | 70 a 74 | 4     |
| 24    | 65 a 69 | 4     |
| 16    | 60 a 64 | 20    |
| 32    | 55 a 59 | 20    |
| 20    | 50 a 54 | 28    |
| 32    | 45 a 49 | 24    |
| 12    | 40 a 44 | 28    |
| 20    | 35 a 39 | 20    |
| 24    | 30 a 34 | 20    |
| 0     | 25 a 29 | 8     |
| 16    | 20 a 24 | 0     |
| 16    | 15 a 19 | 28    |
| 32    | 10 a 14 | 16    |
| 12    | 5 a 9   | 20    |
| 8     | 0 a 4   | 4     |

## Economia
El 2007 la població en edat de treballar era de 447 persones, 272 eren actives i 175 eren inactives. De les 272 persones actives 257 estaven ocupades (138 homes i 119 dones) i 16 estaven aturades (6 homes i 10 dones). De les 175 persones inactives 34 estaven jubilades, 124 estaven estudiant i 17 estaven classificades com a «altres inactius».

### Ingressos
El 2009 a Areines hi havia 219 unitats fiscals que integraven 545,5 persones, la mediana anual d'ingressos fiscals per persona era de 20.587 €.

### Activitats econòmiques
Dels 21 establiments que hi havia el 2007, 1 era d'una empresa extractiva, 2 d'empreses de fabricació de material elèctric, 2 d'empreses de fabricació d'altres productes industrials, 4 d'empreses de construcció, 2 d'empreses de transport, 2 d'empreses immobiliàries, 5 d'empreses de serveis i 3 d'entitats de l'administració pública.
Dels 5 establiments de servei als particulars que hi havia el 2009, 1 era un taller de reparació d'automòbils i de material agrícola, 2 paletes, 1 fusteria i 1 agència immobiliària.
L'any 2000 a Areines hi havia 3 explotacions agrícoles.

## Equipaments sanitaris i escolars
L'únic equipament sanitari que hi havia el 2009 era una ambulància.
El 2009 hi havia una escola elemental.

## Poblacions més properes
El següent diagrama mostra les poblacions més properes.